# Ibn al-Labbana
Abu-Bakr Muhàmmad ibn Issa ibn Muhàmmad al-Lakhmí ad-Daní (àrab: أبو بكر محمد بن عيسى بن محمد اللخمي الداني, Abū Bakr Muḥammad ibn ʿĪsà ibn Muḥammad al-Laẖmī ad-Dānī) (Dénia, 1044/45 – Mallorca, 1113/14), més conegut pel seu sobrenom (xuhra) com Ibn al-Labbana (àrab: ابن اللبانة, Ibn al-Labbāna), fou un dels més grans poetes andalusins del segle xi.

## Biografia
Muhammad ibn al-Labanna va nàixer a Benisadevi (Benissa), pertanyent a la taifa de Dénia, l'any 436 de l'hègira (1044/45). De les poques notícies sobre la seva família, destaquen l'absència de dades sobre el seu pare, excepte el nom, la rara menció a sa mare, possiblement per haver-hi quedat vídua molt prompte, i l'existència d'un germà anomenat Abd-al-Aziz, que es va dedicar al comerç. La seva xuhra («el fill de la lletera») fa que la nisba sigui probablement una relació de clientela i no una ascendència directa de la tribu iemenita de Lakhm.
Rep una bona educació incloent la llengua àrab, però ni fou un ulema ni formà part del grup de secretaris de les corts de taifes. Prompte destaca com a poeta, i al voltant de 1064 es trasllada a Almeria, governada per al-Mútassim, el qual estava establint una cort literària dirigida per Ibn al-Haddad, en la qual no aconsegueix entrar.
Parteix cap a Sevilla, on s'està un temps, però sense aconseguir la protecció de la cort, i de seguida que pot, per 1070, mou cap a Badajoz, a la cort del recentment nomenat rei Úmar al-Mutawàkkil, on es converteix en poeta cortesà, amb una relació fluctuant amb el monarca, fins que per 1079 és expulsat de la taifa per satiritzar un alt dignatari de la cort.
Torna a Sevilla sota el govern d'al-Mútamid, excel·lent poeta ell mateix, que ha creat una important cort literària, i finalment Muhàmmad és admès a l'Acadèmia. D'aquest període són les seves millors obres poètiques i en prosa. Manté la seva presència en la cort fins a la caiguda de Sevilla el 1091 a mans dels almoràvits i l'empresonament d'al-Mútamid.
Muhàmmad torna a Almeria, per apropar-se al nou rei, però no ho aconsegueix. Es manté a Almeria fins a 1093, després va a Agmat, on visita el desterrat al-Mútamid, i es manté al seu costat fins a la seva mort, que ocorre el 1095.
Posteriorment, passa per Bugia i viu un temps a Còrdova. I poc més tard de 1100 es trasllada a Mallorca, on passa la resta de la seva vida en la cort de Nàssir-ad-Dawla, amb una abundant producció literària. Mor l'any 507 de l'hègira (1113-14).

## Obra
De l'obra d'Ibn al-Labanna, sols es conserva una part de la poesia i alguns fragments de prosa, però cap obra completa.
Prosa
- Al-lʿtimād fī aẖbār Banī ʿAbbād (El fonament sobre les notícies històriques dels Banú Abbad). Història dels Banu Abbad.
- Kitāb Manāqil al-fitna (Llibre dels viaranys de la sedició). Relats sobre la guerra civil.
- Kitāb Naẓm as-sulūk fī waʿẓ al-mulūk (Llibre de l'enfilall de collars en advertiment dels reis). Espècie d'espill de prínceps.
- Kitāb Saqīţ ad-durr wa-laqīţ az-zahr (Llibre de les perles que cauen del cel i de les flors que s'agafen en el sòl).

Poesia
Fou replegada en forma de diwan i actualment se'n conserven 69 fragments, recollits de diverses fonts. Segons l'estil i la temàtica, es pot dividir el material conservat en:
- Poesia clàssica
  - Poesia panegírica
  - Missives d'amistat
  - Elegies
  - Poesia amorosa
- Moaixakhes

El poema panegíric més famós és el dedicat a la partida d'al-Mútamid cap al desterrament, de 56 versos:
| «          | Mai oblidaré l'albada junt al Guadalquivir, quan les naus estaven com els morts en les fosses. Tothom s'apinyava en les ribes mirant aquelles perles que suraven sobre un jaç d'escuma, descuidades les verges, els vels destapaven els rostres per veure'ls, com els mantells, esberlats de dolor. Arribat el moment. Quin tumult d'adéus! Quin clamor el de les donzelles i galans! Partiren amb plors els vaixells, com la mandrosa caravana que arria amb el seu cant el cameller. Ai, quants plors portava l'aigua! Ai, quants cors trencats anaven en les naus insensibles! | » |
| — Fragment | |   |